# UFC Fight Night: Bisping vs. Kennedy
The Ultimate Fighter Nations Finale: Bisping vs. Kennedy è stato un evento di arti marziali miste tenuto dalla Ultimate Fighting Championship il 16 aprile 2014 al Colisée Pepsi di Québec, Canada.

## Retroscena
L'evento ospitò le finali dei tornei dei pesi medi e dei pesi welter della stagione Nations del reality show The Ultimate Fighter, durante la quale si affrontarono i team di Canada ed Australia; l'evento vide anche la sfida tra i due coach Patrick Côté e Kyle Noke.
Per la prima volta nella fase finale di una stagione de The Ultimate Fighter che prevedeva almeno due tornei si sono visti tutti i finalisti appartenenti alla stessa squadra, in questo caso quella canadese.
L'incontro tra Sam Stout e K.J. Noons era inizialmente previsto per la categoria dei pesi leggeri, ma successivamente i due atleti si accordarono per combattere con il limite di peso dei pesi welter.

## Risultati
|                                                | Divisione          |                 |                 |                       | Metodo                                      | Round           | Tempo           | Premio          |
| Card principale                                | Card principale    | Card principale | Card principale | Card principale       | Card principale                             | Card principale | Card principale | Card principale |
| ---------------------------------------------- | ------------------ | --------------- | --------------- | --------------------- | ------------------------------------------- | --------------- | --------------- | --------------- |
|                                                | Pesi Medi          | Tim Kennedy     | batte           | Michael Bisping       | Decisione unanime (49-46, 49-46, 50-45)     | 5               | 5:00            |                 |
|                                                | Pesi Welter        | Patrick Côté    | batte           | Kyle Noke             | Decisione unanime (29-28, 29-28, 30-27)     | 3               | 5:00            |                 |
| Finale del torneo The Ultimate Fighter Nations | Pesi Medi          | Elias Theodorou | batte           | Sheldon Westcott      | KO Tecnico (pugni)                          | 2               | 4:41            |                 |
| Finale del torneo The Ultimate Fighter Nations | Pesi Welter        | Chad Laprise    | batte           | Olivier Aubin-Mercier | Decisione non unanime (28-29, 29-28, 30-27) | 3               | 5:00            |                 |
|                                                | Pesi Piuma         | Dustin Poirier  | batte           | Akira Corassani       | KO Tecnico (pugni)                          | 2               | 0:42            | FOTN            |
| Card preliminare                               |                    |                 |                 |                       |                                             |                 |                 |                 |
|                                                | Pesi Welter        | K.J. Noons      | batte           | Sam Stout             | KO (pugni)                                  | 1               | 0:30            | POTN            |
|                                                | Pesi Gallo Femmine | Sarah Kaufman   | batte           | Leslie Smith          | Decisione unanime (30-27, 30-27, 30-27)     | 3               | 5:00            |                 |
|                                                | Pesi Mediomassimi  | Ryan Jimmo      | batte           | Sean O'Connell        | KO (pugni)                                  | 1               | 4:27            | POTN            |
|                                                | Pesi Gallo         | George Roop     | batte           | Dustin Kimura         | Decisione unanime (29-28, 30-27, 29-26)     | 3               | 5:00            |                 |
|                                                | Pesi Leggeri       | Mark Bocek      | batte           | Mike de la Torre      | Decisione non unanime (28-29, 30-27, 29-28) | 3               | 5:00            |                 |
|                                                | Pesi Medi          | Nordine Taleb   | batte           | Vik Grujic            | Decisione unanime (30-27, 30-27, 30-27)     | 3               | 5:00            |                 |
|                                                | Pesi Welter        | Richard Walsh   | batte           | Chris Indich          | Decisione unanime (30-27, 30-27, 30-27)     | 3               | 5:00            |                 |
|                                                | Pesi Gallo         | Mitch Gagnon    | batte           | Tim Gorman            | Decisione unanime (30-27, 30-27, 30-27)     | 3               | 5:00            |                 |

## Premi
I lottatori premiati ricevettero un bonus di 50.000 dollari.
Legenda:
- FOTN: Fight of the Night (vengono premiati entrambi gli atleti per il miglior incontro dell'evento)
- POTN: Performance of the Night (viene premiato il vincitore per la migliore performance dell'evento)

## Incontri annullati
|  | Divisione          |               |        |                | Motivo              |
|  | ------------------ | ------------- | ------ | -------------- | ------------------- |
|  | Pesi Mediomassimi  | Ryan Jimmo    | contro | Steve Bossé    | Bossé infortunato   |
|  | Pesi Gallo         | Alex Caceres  | contro | Érik Pérez     | Caceres infortunato |
|  | Pesi Gallo Femmine | Sarah Kaufman | contro | Shayna Baszler | Baszler infortunata |
|  | Pesi Gallo Femmine | Sarah Kaufman | contro | Amanda Nunes   | Nunes infortunata   |
|  | Pesi Leggeri       | Mark Bocek    | contro | Evan Dunham    | Dunham infortunato  |